# Guizel-Dere
Guizel-Dere - Гизель-Дере (rus) és un possiólok del krai de Krasnodar, a Rússia. Es troba als vessants del Caucas occidental, a la desembocadura del riu Dzeberskoi a la riba nord-oriental de la mar Negra, a 4 km al sud-est de Tuapsé i a 108 km al sud de Krasnodar.
Pertany al poble de Xepsi.